# لوني جونسون
لوني جونسون (بالإنجليزية: Alonzo Johnson)‏ هو عازف جاز وعازف قيثارة وموسيقي أمريكي، ولد في 8 فبراير 1899 في نيو أورلينز في الولايات المتحدة، وتوفي في 16 يونيو 1970 في تورونتو في كندا.

## وصلات خارجية
- لوني جونسون على موقع IMDb (الإنجليزية)
- لوني جونسون على موقع الموسوعة البريطانية (الإنجليزية)
- لوني جونسون على موقع ميوزك برينز (الإنجليزية)
- لوني جونسون على موقع أول ميوزيك (الإنجليزية)
- لوني جونسون على موقع ديسكوغز (الإنجليزية)
- لوني جونسون على موقع قاعدة بيانات الفيلم (الإنجليزية)